# Kevin Shirley
Kevin Shirley, aussi connu sous le pseudonyme de The Caveman (né le 29 juin 1960) est un producteur de rock et de metal sud-africain. Il est connu pour avoir travaillé avec de nombreux groupes réputés, comme Iron Maiden, Journey, Rush, Led Zeppelin, Joe Bonamassa, Beth Hart, Marya Roxx, Dream Theater, HIM, Tyler Bryant, Mr. Big, ou encore Europe.

## Biographie
Kevin Shirley naît le 29 juin 1960 à Johannesbourg en Afrique du Sud. Il commence à produire et à enregistrer pour des artistes sud-africains comme Robin Auld, Juluka, Jonathan Butler, Lesley Rae Dowling, Steve Louw et Sweatband, tout en se produisant et en enregistrant pour son propre groupe, The Council, avec le chanteur Brian Davidson.
Il déménage en Australie en 1987, où il travaille avec des artistes locaux, comme The Hoodoo Gurus, The Angels, Cold Chisel, Girl Monstar, Tina Arena, The Screaming Jets et Baby Animals. Après avoir travaillé sur Frogstomp, le premier album de Silverchair, il part pour les États-Unis.
Une fois là-bas, il travaille avec Aerosmith, Dream Theater, Black Country Communion, Journey, The Black Crowes, Iron Maiden, Rush et Slayer, ainsi que sur la rétrospective Led Zeppelin DVD. Il produit également plusieurs albums pour le guitariste américain de blues-rock Joe Bonamassa, le dernier étant Blues of Desperation ; et l’album What If... de Mr. Big.

## Albums produits
| Année | Album | Participation                                                                                        | Source  |
| ----- | --- | --- | ------- |
| 1990  | Winston Mankunku Ngozi — Crossroads - Label : Pro-Arte Records                                                                               | Production, enregistrement, mixage                                                                   | ,       |
| 1990  | The Black Crowes — Shake Your Money Maker - Date de sortie : février 1990 - Label : Def American                                             | Re-mixage pour le coffret Sho'Nuff                                                                   | [ 4 ]   |
| 1990  | Lime Spiders — Beethoven's Fist - Date de sortie : 17 octobre 1990 - Label : Virgin Records                                                  | Enregistrement, production                                                                           | [ 5 ]   |
| 1991  | Peter Wells — Everything You Like Tries to Kill You - Label : Zoo Entertainment                                                              | Production, enregistrement mixage                                                                    | ,       |
| 1992  | Baby Animals — Baby Animals - Date de sortie : février 1992 - Label : Imago                                                                  | Enregistrement                                                                                       | [ 7 ]   |
| 1992  | The Black Crowes — The Southern Harmony and Musical Companion - Date de sortie : 12 mai 1992 - Label : Def American                          | Re-mixage pour le coffret Sho'Nuff                                                                   | [ 8 ]   |
| 1993  | Billy Squier — Tell the Truth - Date de sortie : 27 avril 1993 - Label : Capitol                                                             | Enregistrement, mixage                                                                               | [ 9 ]   |
| 1993  | Rush — Counterparts - Date de sortie : 19 octobre 1993 - Label : Atlantic/Anthem                                                             | Enregistrement                                                                                       | [ 10 ]  |
| 1994  | Olivia Newton-John — Gaia: One Woman's Journey - Label : Festival                                                                            | Mixage                                                                                               | [ 11 ]  |
| 1994  | Material Issue — Freak City Soundtrack - Date de sortie : 8 mars 1994 - Label : Mercury                                                      | Enregistrement, mixage                                                                               | ,       |
| 1995  | Silverchair — Frogstomp - Date de sortie : 27 mars 1995 - Label : Murmur                                                                     | Production, enregistrement, mixage                                                                   | [ 13 ]  |
| 1995  | Ammonia — Mint 400 - Date de sortie : 16 octobre 1995 - Label : Murmur/Epic                                                                  | Production, enregistrement, mixage                                                                   | ,       |
| 1996  | Hoodoo Gurus — Blue Cave - Date de sortie : mai 1996 - Label : Mushroom/True North/Zoo                                                       | Mixage                                                                                               | [ 15 ]  |
| 1996  | Divinyls — Underworld - Date de sortie : 11 novembre 1996 - Label : BMG                                                                      | Enregistrement, mixage                                                                               | ,       |
| 1996  | Journey — Trial by Fire - Date de sortie : 22 novembre 1996 - Label : Columbia                                                               | Production, enregistrement, mixage                                                                   | [ 17 ]  |
| 1997  | Aerosmith — Nine Lives - Date de sortie : 18 mars 1997 - Label : Columbia                                                                    | Production, enregistrement, mixage                                                                   | [ 18 ]  |
| 1997  | Dream Theater — Falling into Infinity - Date de sortie : 23 septembre 1997 - Label : EastWest                                                | Production, enregistrement, mixage                                                                   | [ 19 ]  |
| 1997  | Jackyl — Cut the Crap - Date de sortie : 14 octobre 1997 - Label : Epic                                                                      | Mixage                                                                                               | [ 20 ]  |
| 1998  | The Angels — Skin & Bone - Date de sortie : mars 1998 - Label : Liberation Music                                                             | Mixage                                                                                               | [ 21 ]  |
| 1998  | Liquid Tension Experiment — Liquid Tension Experiment 1 - Date de sortie : 10 mars 1998 - Label : Magna Carta                                | Mixage                                                                                               | [ 22 ]  |
| 1998  | Journey — Greatest Hits Live - Date de sortie : 24 mars 1998 - Label : Columbia                                                              | Production, mixage                                                                                   | [ 23 ]  |
| 1998  | Rocket from the Crypt — RFTC - Date de sortie : 2 juin 1998 - Label : Interscope                                                             | Production, enregistrement, mixage                                                                   | [ 24 ]  |
| 1998  | Cold Chisel — The Last Wave of Summer - Date de sortie : 25 août 1998 - Label : Mushroom                                                     | Mixage                                                                                               | [ 25 ]  |
| 1998  | Dream Theater — Once in a LIVEtime - Date de sortie : 27 octobre 1998 - Label : EastWest                                                     | Production, enregistrement, mixage                                                                   | ,       |
| 1999  | The Black Crowes — By Your Side - Date de sortie : 12 janvier 1999 - Label : Columbia                                                        | Production, enregistrement, mixage                                                                   | [ 27 ]  |
| 1999  | Silverchair — Neon Ballroom - Date de sortie : 8 mars 1999 - Label : Sony/Murmur                                                             | Mixage                                                                                               | [ 28 ]  |
| 1999  | Buck-O-Nine — Libido - Date de sortie : 16 mars 1999 - Label : TVT                                                                           | Mixage                                                                                               | [ 29 ]  |
| 1999  | Amanda Marshall — Tuesday's Child - Date de sortie : 22 juin 1999 - Label : Sony/Epic                                                        | Production, enregistrement, mixage                                                                   | ,       |
| 1999  | doubleDrive — 1000 Yard Stare - Date de sortie : 17 août 1999 - Label : MCA                                                                  | Mixage                                                                                               | [ 31 ]  |
| 1999  | Our Lady Peace — Happiness... Is Not a Fish That You Can Catch - Date de sortie : 21 septembre 1999 - Label : Columbia                       | Mixage                                                                                               | [ 32 ]  |
| 1999  | Billionaire — Ascension - Date de sortie : 19 octobre 1999 - Label : Slash                                                                   | Mixage                                                                                               | [ 33 ]  |
| 1999  | Little Steven — Born Again Savage - Date de sortie : 30 novembre 1999 - Label : Pachyderm                                                    | Mixage                                                                                               | [ 34 ]  |
| 2000  | Jimmy Page and The Black Crowes — Live at the Greek - Date de sortie : 29 février 2000 - Label : TVT                                         | Production, enregistrement, mixage                                                                   | ,       |
| 2000  | The Unband — Retarder - Date de sortie : 7 mars 2000 - Label : TVT                                                                           | Mixage                                                                                               | [ 36 ]  |
| 2000  | Joe Satriani — Engines of Creation - Date de sortie : 14 mars 2000 - Label : Epic                                                            | Production, enregistrement, mixage                                                                   | ,       |
| 2000  | Iron Maiden — Brave New World - Date de sortie : 29 mai 2000 - Label : EMI                                                                   | Production, enregistrement, mixage                                                                   | [ 38 ]  |
| 2000  | Tidewater Grain — Here on the Outside - Date de sortie : 12 septembre 2000 - Label : RuffNation                                              | Production, enregistrement, mixage                                                                   | ,       |
| 2001  | Journey — Arrival - Date de sortie : 3 avril 2001 - Label : Columbia                                                                         | Production, enregistrement, mixage                                                                   | [ 40 ]  |
| 2001  | Bodyjar — How It Works - Date de sortie : 10 juillet 2001 - Label : Capitol                                                                  | Mixage                                                                                               | [ 41 ]  |
| 2001  | HIM — Deep Shadows and Brilliant Highlights - Date de sortie : 27 août 2001 - Label : BMG                                                    | Production, enregistrement, mixage                                                                   | ,       |
| 2001  | Dream Theater — Live Scenes from New York - Date de sortie : 11 septembre 2001 - Label : Elektra                                             | Production, enregistrement, mixage                                                                   | ,       |
| 2001  | Soil — Scars - Date de sortie : 11 septembre 2001 - Label : J                                                                                | Mixage                                                                                               | [ 44 ]  |
| 2002  | Silvertide — American Excess (EP) - Label : J                                                                                                | Production, enregistrement, mixage                                                                   | ,       |
| 2002  | Dream Theater — Six Degrees of Inner Turbulence - Date de sortie : 29 janvier 2002 - Label : Elektra                                         | Mixage                                                                                               | [ 46 ]  |
| 2002  | Iron Maiden — Rock in Rio - Date de sortie : 25 mars 2002 - Label : EMI                                                                      | Production, enregistrement, mixage                                                                   | [ 47 ]  |
| 2002  | Neurotica — Neurotica - Date de sortie : 25 juin 2002 - Label : SmackDown!                                                                   | Mixage                                                                                               | [ 48 ]  |
| 2002  | Lordi — Get Heavy - Date de sortie : 1er novembre 2002 - Label : BMG Finland                                                                 | Mixage                                                                                               | [ 49 ]  |
| 2003  | Span — Mass Distraction - Label : Interscope/Island                                                                                          | Mixage                                                                                               | [ 50 ]  |
| 2003  | Led Zeppelin — How the West Was Won - Date de sortie : 27 mai 2003 - Label : Atlantic                                                        | Enregistrement, mixage                                                                               | [ 51 ]  |
| 2003  | Iron Maiden — Dance of Death - Date de sortie : 2 septembre 2003 - Label : EMI                                                               | Production, enregistrement, mixage                                                                   | ,       |
| 2003  | Josh Ritter — Hello Starling - Date de sortie : 9 septembre 2003 - Label : V2                                                                | Mixage                                                                                               | [ 53 ]  |
| 2003  | Dream Theater — Train of Thought - Date de sortie : 11 novembre 2003 - Label : Elektra                                                       | Mixage                                                                                               | [ 54 ]  |
| 2004  | Silvertide — Show and Tell - Date de sortie : 8 juin 2004 - Label : J                                                                        | Production, enregistrement, mixage                                                                   | ,       |
| 2004  | Hurricane Party — Get This (EP) - Date de sortie : 10 août 2004 - Label : Sanctuary                                                          | Mixage                                                                                               | [ 56 ]  |
| 2004  | New York Dolls — The Return of the New York Dolls: Live from Royal Festival Hall, 2004 - Date de sortie : 28 septembre 2004 - Label : Attack | Remixage                                                                                             | [ 57 ]  |
| 2004  | Dream Theater — Live at Budokan - Date de sortie : 5 octobre 2004 - Label : Atlantic                                                         | Mixage                                                                                               | [ 58 ]  |
| 2005  | Josh Ritter — 4 Songs Live (EP) - Date de sortie : 22 février 2005 - Label : V2                                                              | Mixage                                                                                               | [ 59 ]  |
| 2005  | Oz Noy — Ha! - Date de sortie : 26 avril 2005 - Label : Magna Carta                                                                          | Mixage                                                                                               | [ 60 ]  |
| 2005  | Supagroup — Rules - Date de sortie : 31 mai 2005 - Label : Foodchain                                                                         | Production, enregistrement, mixage                                                                   | ,       |
| 2005  | After the Fall — Always Forever Now - Date de sortie : 21 août 2005 - Label : Festival Mushroom                                              | Mixage                                                                                               | [ 62 ]  |
| 2005  | Iron Maiden — Death on the Road - Date de sortie : 30 août 2005 - Label : EMI                                                                | Production, enregistrement, mixage                                                                   | [ 63 ]  |
| 2006  | Soulphood — Liquid Dynamite - Date de sortie : 17 janvier 2006 - Label : Rock Lord                                                           | Mixage                                                                                               | [ 64 ]  |
| 2006  | Oliver Black — Live in Texas (EP) - Date de sortie : 21 mars 2006 - Label : TVT                                                              | Production, enregistrement, mixage                                                                   | ,       |
| 2006  | Joe Bonamassa — You & Me - Date de sortie : 6 juin 2006 - Label : J&R Adventures                                                             | Production, enregistrement, mixage                                                                   | ,       |
| 2006  | Black Stone Cherry — Black Stone Cherry - Date de sortie : 18 juillet 2006 - Label : Roadrunner                                              | Mixage                                                                                               | [ 67 ]  |
| 2006  | Iron Maiden — A Matter of Life and Death - Date de sortie : 28 août 2006 - Label : EMI                                                       | Production, enregistrement, mixage                                                                   | [ 68 ]  |
| 2007  | Kittie — Funeral for Yesterday - Date de sortie : 20 février 2007 - Label : Merovingian                                                      | Mixage                                                                                               | [ 69 ]  |
| 2007  | The Mooney Suzuki — Have Mercy - Date de sortie : 19 juin 2007 - Label : Elixia                                                              | Mixage                                                                                               | [ 70 ]  |
| 2007  | Joe Bonamassa — Sloe Gin - Date de sortie : 21 août 2007 - Label : J&R Adventures                                                            | Production, enregistrement, mixage                                                                   | ,       |
| 2007  | Oz Noy — Fuzzy - Date de sortie : 11 septembre 2007 - Label : Magna Carta                                                                    | Mixage                                                                                               | [ 72 ]  |
| 2007  | Supagroup — Fire for Hire - Date de sortie : 25 septembre 2007 - Label : Foodchain                                                           | Production, enregistrement, mixage                                                                   | ,       |
| 2008  | Jordan Zevon — Insides Out - Date de sortie : 15 avril 2008 - Label : New West                                                               | Enregistrement, mixage                                                                               | ,       |
| 2008  | Journey — Revelation - Date de sortie : 3 juin 2008 - Label : Nomota/Frontiers                                                               | Production, enregistrement, mixage                                                                   | ,       |
| 2008  | Lauren Harris — Calm Before the Storm - Date de sortie : 10 juin 2008 - Label : Demolition                                                   | Mixage                                                                                               | [ 76 ]  |
| 2008  | Joe Bonamassa — Live from Nowhere in Particular - Date de sortie : 19 août 2008 - Label : J&R Adventures                                     | Production, enregistrement, mixage                                                                   | ,       |
| 2008  | Dream Theater — Chaos in Motion 2007–2008 - Date de sortie : 22 octobre 2008 - Label : Roadrunner                                            | Mixage                                                                                               | [ 78 ]  |
| 2009  | Joe Bonamassa — The Ballad of John Henry - Date de sortie : 24 février 2009 - Label : J&R Adventures                                         | Production, enregistrement, mixage                                                                   | ,       |
| 2009  | Iron Maiden — Flight 666 – The Original Soundtrack - Date de sortie : 22 mai 2009 - Label : EMI                                              | Production, enregistrement, mixage                                                                   | [ 80 ]  |
| 2009  | Joe Bonamassa — Live from the Royal Albert Hall - Date de sortie : 22 septembre 2009 - Label : J&R Adventures                                | Production, enregistrement, mixage                                                                   | ,       |
| 2009  | Hollywood Undead — Desperate Measures - Date de sortie : 10 novembre 2009 - Label : A&M/Octone                                               | Mixage                                                                                               | [ 82 ]  |
| 2010  | Joe Bonamassa — Black Rock - Date de sortie : 23 mars 2010 - Label : J&R Adventures                                                          | Production, enregistrement, mixage, photographe                                                      | ,       |
| 2010  | Iron Maiden — The Final Frontier - Date de sortie : 13 août 2010 - Label : EMI                                                               | Production, enregistrement, mixage                                                                   | ,       |
| 2010  | Black Country Communion — Black Country - Date de sortie : 20 septembre 2010 - Label : Mascot/J&R Adventures                                 | Production, enregistrement, mixage, parolier, compositeur                                            | ,       |
| 2010  | Mr. Big — What If... - Date de sortie : 15 décembre 2010 - Label : Frontiers/Victor                                                          | Production, enregistrement, mixage                                                                   | ,       |
| 2011  | Joe Bonamassa — Dust Bowl - Date de sortie : 22 mars 2011 - Label : J&R Adventures                                                           | Production, enregistrement, mixage, compositeur, photographe                                         | ,       |
| 2011  | Journey — Eclipse - Date de sortie : 23 mai 2011 - Label : Nomota/Frontiers                                                                  | Production, enregistrement, mixage                                                                   | ,       |
| 2011  | Black Country Communion — 2 - Date de sortie : 13 juin 2011 - Label : Mascot/J&R Adventures                                                  | Production, enregistrement, mixage, compositeur, notes de la pochette                                | ,       |
| 2011  | John Hiatt — Dirty Jeans and Mudslide Hymns - Date de sortie : 2 août 2011 - Label : New West                                                | Production, enregistrement, mixage                                                                   | ,       |
| 2011  | Beth Hart and Joe Bonamassa — Don't Explain - Date de sortie : 27 septembre 2011 - Label : J&R Adventures/Mascot                             | Production, enregistrement, mixage                                                                   | ,       |
| 2012  | Black Country Communion — Live Over Europe - Date de sortie : 27 février 2012 - Label : Mascot/J&R Adventures                                | Production, enregistrement, mixage, compositeur, notes de la pochette                                | ,       |
| 2012  | Iron Maiden — En Vivo! - Date de sortie : 23 mars 2012 - Label : EMI                                                                         | Production, enregistrement, mixage                                                                   | ,       |
| 2012  | Joe Bonamassa — Driving Towards the Daylight - Date de sortie : 22 mai 2012 - Label : J&R Adventures/Provogue                                | Production, enregistrement, mixage, guitare, tambourin, piano d’enfant, cloche de vache, percussions | ,       |
| 2012  | Robert Cray Band — Nothin But Love - Date de sortie : 27 août 2012 - Label : Provogue                                                        | Production, enregistrement, mixage                                                                   | ,       |
| 2012  | Joe Bonamassa — Beacon Theatre: Live from New York - Date de sortie : 24 septembre 2012 - Label : J&R Adventures                             | Production, enregistrement, mixage, compositeur, photographe                                         | ,       |
| 2012  | Steve Harris — British Lion - Date de sortie : 24 septembre 2012 - Label : EMI                                                               | Mixage                                                                                               | [ 97 ]  |
| 2012  | John Hiatt — Mystic Pinball - Date de sortie : 25 septembre 2012 - Label : New West                                                          | Production, enregistrement, mixage                                                                   | [ 98 ]  |
| 2012  | Beth Hart — Bang Bang Boom Boom - Date de sortie : 16 octobre 2012 - Label : Provogue/Mascot                                                 | Production, enregistrement, mixage                                                                   | ,       |
| 2012  | Black Country Communion — Afterglow - Date de sortie : 29 octobre 2012 - Label : Mascot/J&R Adventures                                       | Production, enregistrement, mixage, compositeur                                                      | ,       |
| 2013  | Joe Bonamassa — An Acoustic Evening at the Vienna Opera House - Date de sortie : 25 mars 2013 - Label : J&R Adventures                       | Production, enregistrement, mixage, compositeur                                                      | ,       |
| 2013  | Iron Maiden — Maiden England '88 - Date de sortie : 25 mars 2013 - Label : EMI                                                               | Mixage                                                                                               | [ 102 ] |
| 2013  | Beth Hart and Joe Bonamassa — Seesaw - Date de sortie : 20 mai 2013 - Label : J&R Adventures/Mascot                                          | Production, enregistrement, mixage                                                                   | [ 103 ] |
| 2013  | Black Star Riders — All Hell Breaks Loose - Date de sortie : 21 mai 2013 - Label : Nuclear Blast                                             | Production, enregistrement, mixage, percussion                                                       | ,       |